# كولن سنكلير
كولن سنكلير (بالإنجليزية: Colin Sinclair)‏ (15 يونيو 1890 – 30 أغسطس 1970) هو ملاكم أسترالي راحل، مثّل بلاده في الألعاب الأولمبية الصيفية 1924.

## روابط خارجية
كولن سنكلير على موقع أوليمبيديا (الإنجليزية)